# Polisskolan (dokumentärserie)
Polisskolan är en dokumentärserie som ursprungligen visades i Sveriges Television under perioden 25 november–1 december 1991. samt 4–5 januari 1993. Den visar några kadetter på Polishögskolan från ansökan till examen, och ett av deras första uppdrag under fotbolls-EM i juni 1992 som spelades i Sverige. Producent var Birgitta Svensson.
Dokumentären har följts upp av Polisskolan – 10 år senare från 2002, Polisskolan – 20 år senare från 2012 och Polisskolan – 30 år senare från 2020.